# Dactylorhiza alpestris
Dactylorhiza alpestris (зозульки альпійські) — вид рослин із родини зозулинцевих (Orchidaceae), зростає в Альпах і Карпатах. Таксон довгий час вважалася підвидом чи варитетом Dactylorhiza majalis.

## Біоморфологічна характеристика
У порівнянні з D. majalis квітка в D. alpestris більша, з більш широко розгорнутою й меншою трилопатевою губою; відмітини на губах більш сміливі й повніші.

## Середовище проживання
Зростає в Італії, Австрії, Німеччині, Франції, Україні. 
Зростає в Альпах і Карпатах. Вважається, що D. alpestris має гібридогенне походження, що пов'язано з поглинанням стародавньої альпійської популяції D. cordigera D. majalis. Скласти точну картину поширення важко в рівній мірі через плутанину з іншими подібними видами і, що важливо, через частоту проміжних популяцій. D. alpestris є більш високогірним ніж D. majalis, його можна зустріти на висоті від 1500 до 2600 метрів над рівнем моря, тоді як останній вид можна зустріти від рівня моря до 1800 метрів.